# ريتا تورافا
ريتا تورافا (بالروسية: Маргарита Николаевна Турова)‏ (بالبيلاروسية:Рыта Турава) هي عدائة مشي طويل بيلاروسية ولدت في يوم 28 ديسمبر 1980 في مدينة فيتيبسك في بيلاروسيا، إختصت بمسافات ال10 وال20 كلم في حين أن شقيقتها أليسيا تورافا إختصت بسباق ال1500 متر، أبرز إنجازاتها هو فوزها بالميدالية الفضية في بطولة العالم لألعاب القوى 2005 في هلسنكي.

## روابط خارجية
- ريتا تورافا على موقع الاتحاد الدولي لألعاب القوى (الإنجليزية)
- ريتا تورافا على موقع اللجنة الأولمبية الدولية (الإنجليزية)
- ريتا تورافا على موقع أوليمبيديا (الإنجليزية)